# Patrick Joseph Hayes
Patrick Joseph Hayes (20. listopadu 1867, New York – 4. září 1938, Monticello) byl americký římskokatolický duchovní, arcibiskup New Yorku a kardinál.

## Život
Narodil se 20. listopadu 1867 v New Yorku ve čtvrti Manhattan. Byl synem irských emigrantů Daniela Hayese a Mary roz. Gleason. Jeho rodina byla velmi chudá a v červnu 1872 mu zemřela matka. Jeho otec se okolo roku 1876 znovu oženil. Když mi bylo 15 let byl poslán ke své tetě a strýci, kteří provozovali obchod s potravinami a zde také začal pracovat.
Studoval na Manhattan College v New Yorku, na St. Joseph's Seminary v Troy a na Katolické univerzitě v Americe ve Washington D.C. Dne 8. září 1892 byl arcibiskupem new-yorským Michaelem Augustinem Corriganem vysvěcen na kněze. Po vysvěcení působil v letech 1894-1903 v pastorační službě v arcidiecézi New York, stal se předsedou Katolické koleje v New Yorku a v letech 1903-1914 byl kancléřem arcidiecéze. Dne 15. října 1907 mu byl udělen titul Papežského domácího preláta.
Dne 3. července 1914 jej papež Pius X. jmenoval pomocným biskupem arcidiecéze New York a titulárním biskupem z Thagaste. Biskupské svěcení přijal 14. října 1914 v katedrále svatého Patrika z rukou arcibiskupa new-yorského kardinála Johna Farleye a spolusvětiteli byli biskup Henry Gabriels a biskup Thomas Francis Cusack.
Dne 24. listopadu 1917 byl ustanoven vojenským ordinářem armády a námořnictva Spojených států amerických.
Dne 10. března 1919 jej papež Benedikt XV. jmenoval metropolitním arcibiskupem New Yorku.
Dne 24. března 1924 jej papež Pius XI. na konzistoři jmenoval kardinálem. Jako titulární kostel mu byl přidělen Santa Maria in Via. Kardinálský biret a titul mu byl předán 27. března.
Zemřel 4. září 1938 na následky infarktu a koronární trombózy v Monticellu. Členové jeho domácnosti jej našli s krucifixem sevřeným v ruce. Během vystavení těla v katedrále jej přišlo uctít více než 500 000 lidí. Byl pohřben v jeskyní kapli v St. Joseph's camp a poté byly jeho ostatky pochovány pod oltářem katedrály svatého Patrika.